# بي. ر. باتون
بي. ر. باتون هو سياسي أمريكي، ولد في 15 سبتمبر 1920، وتوفي في 8 ديسمبر 1999 في روستون في الولايات المتحدة. نشط حزبياً في الحزب الديمقراطي. وقد انتخب عضو مجلس ولاية لويزيانا ‏.